# Liste der denkmalgeschützten Objekte in Běleč na Křivoklátsku
Grundlage dieser Liste der denkmalgeschützten Objekte in Běleč na Křivoklátsku ist die ÚSKP-Liste (Ústřední seznam kulturních památek České republiky, deutsch Zentrale Liste der Kulturdenkmäler der Tschechischen Republik), die von der tschechischen Denkmalschutzbehörde NPÚ (Národní památkový ústav, deutsch Nationale Denkmalbehörde) seit 1987 geführt wird und an die seit dem Jahr 1850 geschaffenen Listen anschließt.

## Denkmalgeschützte Objekte nach Ortsteilen
| Lage | Objekt                                     | Beschreibung                                                                                          | ÚSKP-Nr.                  | Bild                 |
| --- | ------------------------------------------ | --- | ------------------------- | -------------------- |
| Běleč, an der Landstraße III/20110 von Chyňavy, am Ortsrand (beim Ortseingangsschild), hinter dem Haus Nr. 19 (Standort)                      | Sühnekreuz                                 | Das Sühnekreuz aus Sandstein in Steinform mit einem Kreuz auf der Vorderseite ist barocken Ursprungs. | 32526/2-449 Info Katalog  | weitere Bilder       |
| Běleč, Dukelská 19 (Standort) | Gehöft Nr. 19                              | Landhaus: Wohnhaus I, Wohnhaus II, Getreidespeicher, Schuppen, Scheune.                               | 19182/2-4001 Info Katalog | weitere Bilder       |
| Běleč, Dorfmitte (Standort) | Kirche St. Nikolaus                        | Kirche St. Nikolaus, Glockenturm, Umfassungsmauer mit Tor.                                            | 25023/2-446 Info Katalog  | weitere Bilder       |
| Běleč, nordwestlicher Teil des Dorfplatzes, beim Bach Vůznici, über den Bach bei Nr. 21 (Standort)                                            | Skulptur des Heiligen Johannes von Nepomuk | Skulptur St. Johannes von Nepomuk                                                                     | 36405/2-447 Info Katalog  | weitere Bilder       |
| Běleč, Třešňovka, bei der Jagdhütte Kouty an der Landstraße III/20110, auf dem Grundstück des Hauses Nr. 27 und in dessen Umgebung (Standort) | Untergegangenes Dorf                       | Untergegangenes Dorf, archäologische Spuren                                                           | 35850/2-4002 Info Katalog | Untergegangenes Dorf |
| Běleč, südlich der Ortschaft (Standort) | Burg Jinčov                                | Eine kleine Burg.                                                                                     | 21519/2-448 Info Katalog  | weitere Bilder       |